# Ministère des Transports (Gabon)
Pour les autres articles nationaux ou selon les autres juridictions, voir Ministère des Transports.
Le ministère des Transports est un ministère du Gabon, sis dans l'immeuble Arambo à Libreville. Le ministre titulaire est Ulrich MANFOUMBI MANFOUMBI  
Le Bureau d'enquêtes incidents et accidents d'aviation (BEIAA) est l'autorité gabonaise d'enquête sur les accidents et les incidents aériens, créé par décret no 01108 du 3 octobre 2011.